# Bierne
Bierne é uma comuna francesa na região administrativa de Altos da França, no departamento do Norte. Estende-se por uma área de 11.04 km². Em 2010 a comuna tinha 1 849 habitantes (densidade: 167,5 hab./km²).